# Gabriel Blanche
Gabriel Blanche, né le 1er mai 1898 à Paris 16e et mort le 10 février 1975 à Blesmes, dans l’Aisne, est un architecte français.

## Biographie

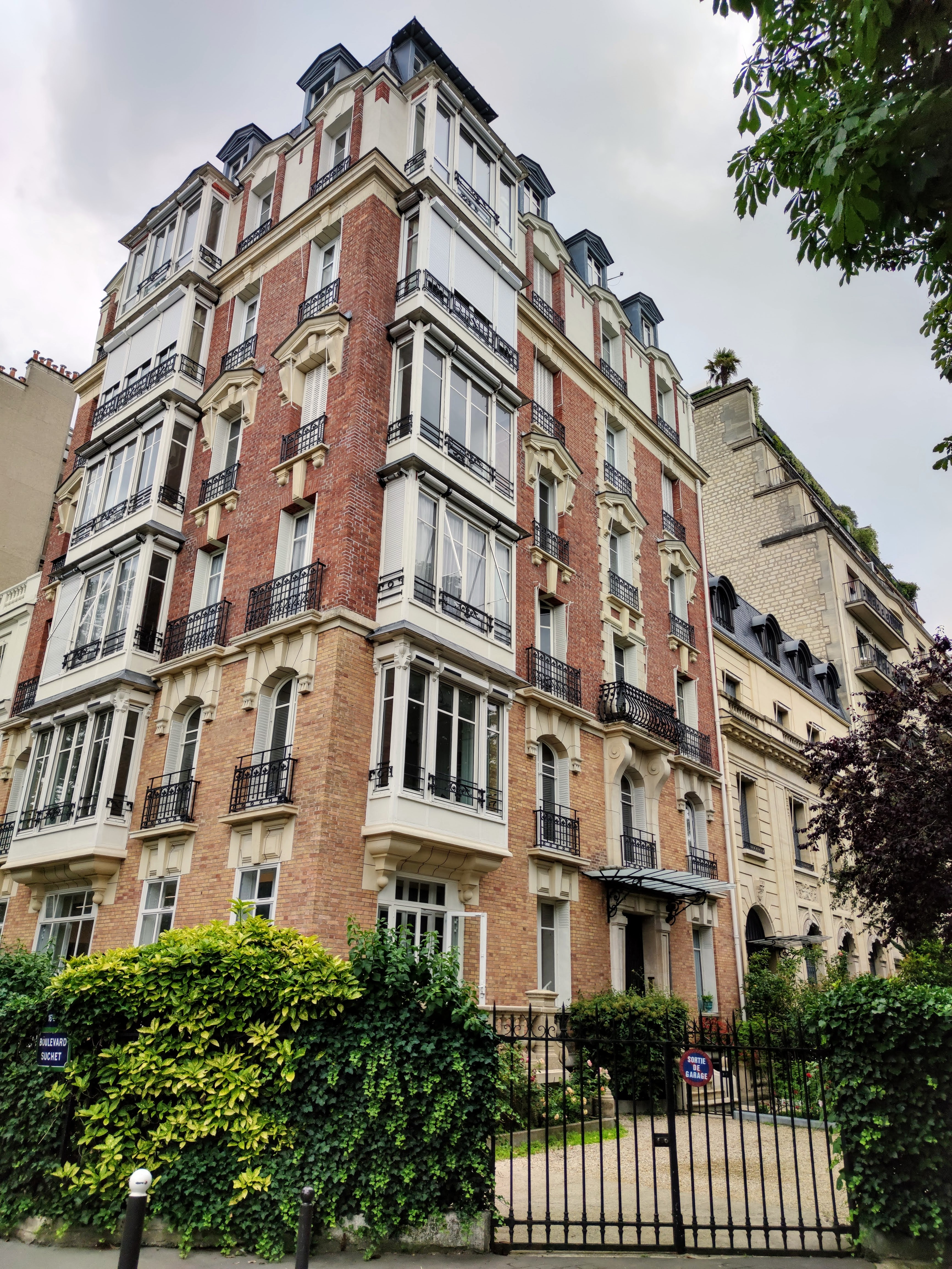
No 10, avenue Ingres, Paris.

Fils de l’architecte Charles Blanche, Gabriel Blanche voit le jour le 1er mai 1898 à Paris, au 10 de l’avenue Ingres, dans le 16e arrondissement.
Il est admis à l’École des beaux-arts en 1920 et obtient son diplôme d'architecte en 1925. 
Il meurt le 10 février 1975 à Blesmes, dans l’Aisne, commune dont il est le maire de 1945 à 1951.

## Réalisations

### À Paris
- immeuble de rapport, 44, quai Louis-Blériot, 16e arrondissement (en collaboration avec son père)[5].
- immeuble de rapport, 58, avenue Montaigne, 8e arrondissement (en collaboration avec son père)[5].
- immeuble de rapport, 60, rue de Lisbonne, 8e arrondissement (en collaboration avec son père)[5].
- 1935 : immeuble de rapport, 8-10, avenue de Breteuil, 7e arrondissement (en collaboration avec son père).
- 1938-1939 : immeuble de rapport, 15, rue du Conseiller-Collignon, 16e arrondissement[6].

### En banlieue parisienne
- 1929 : immeuble de rapport, 9, rue Blanqui, Saint-Ouen-sur-Seine (en collaboration avec son père) ; immeuble surélevé d'un étage en 1939[7].

## Galerie

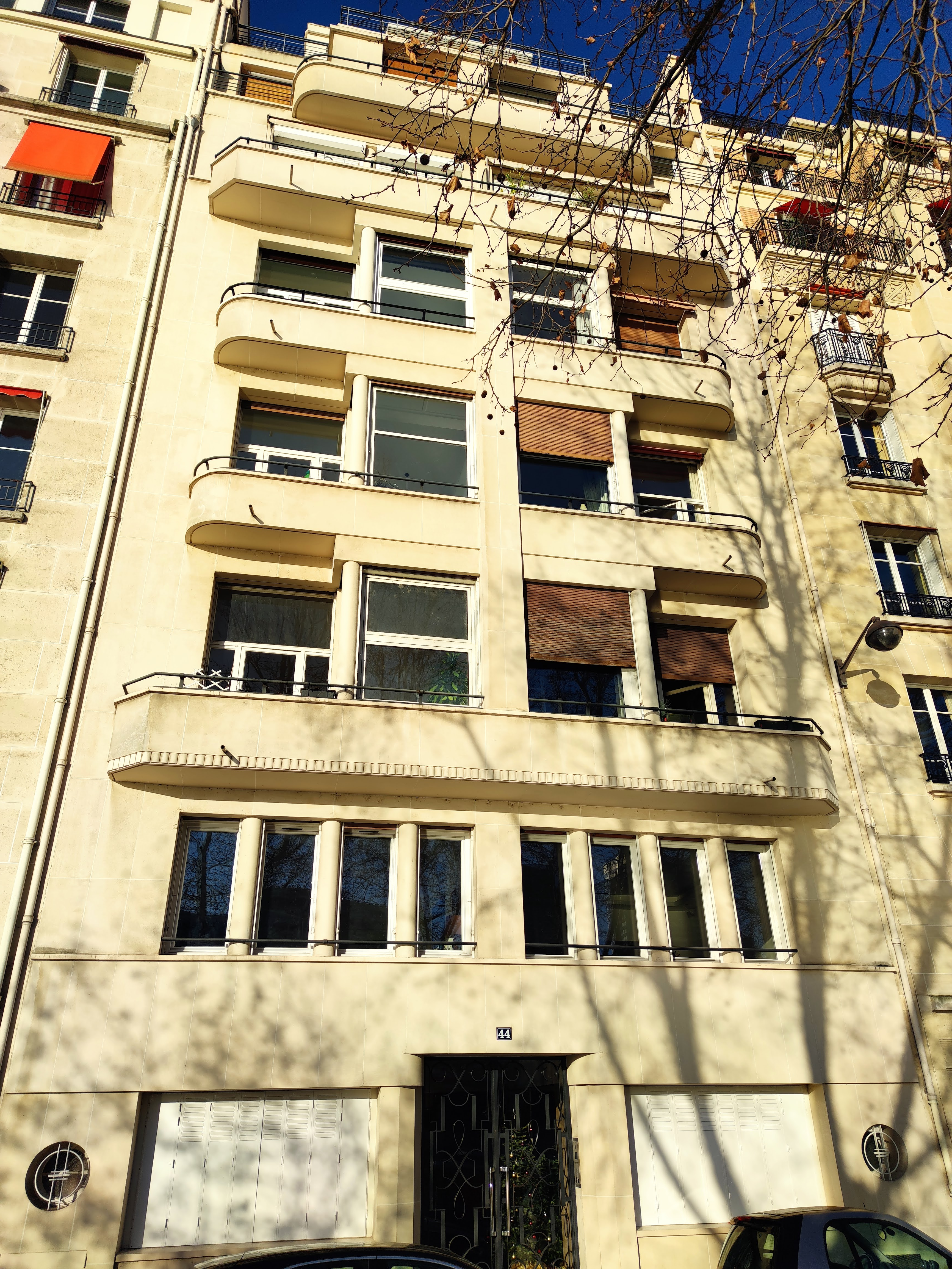
No 44, quai Louis-Blériot (1935).
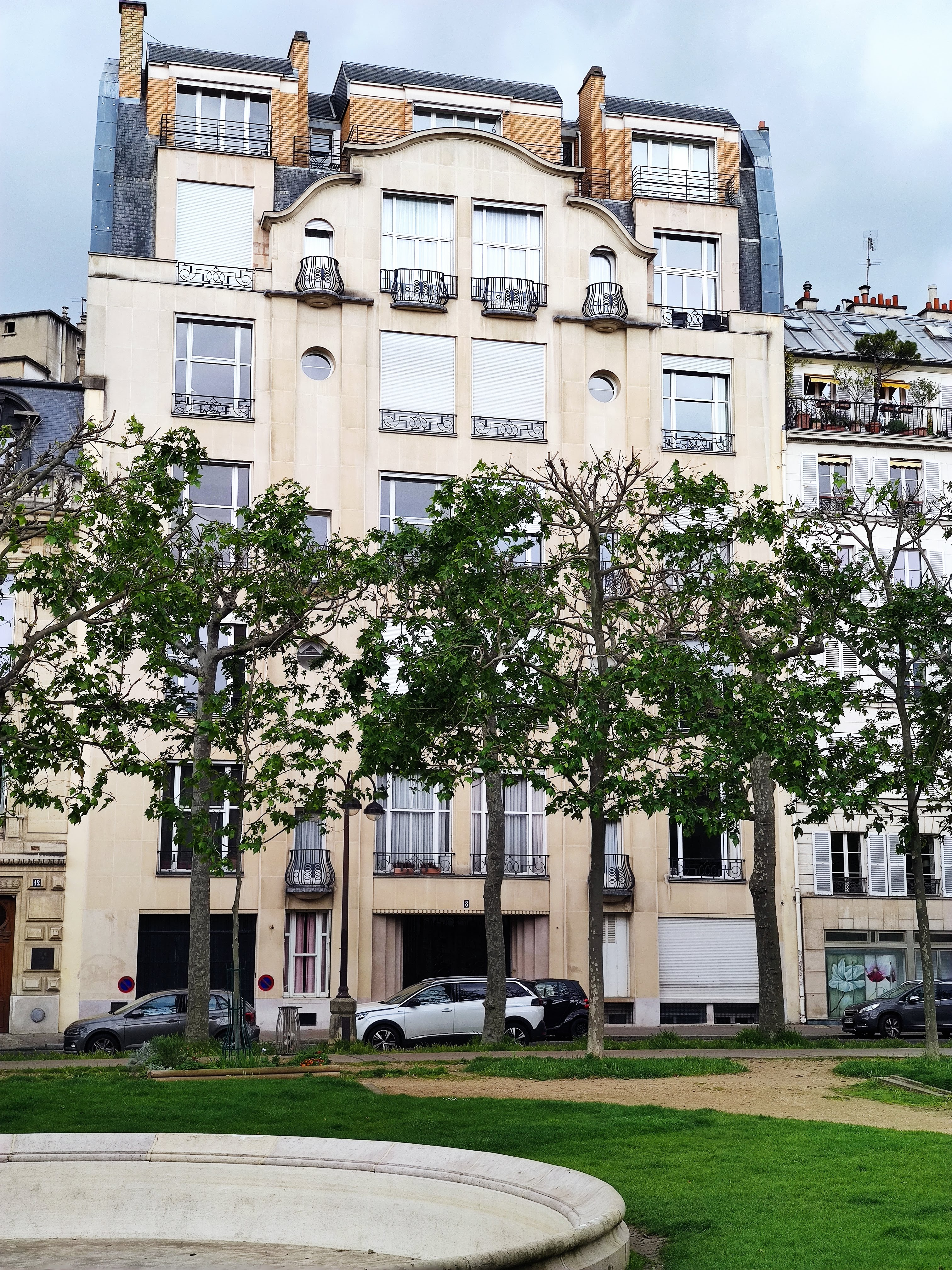
Nos 8-10, avenue de Breteuil (1935).
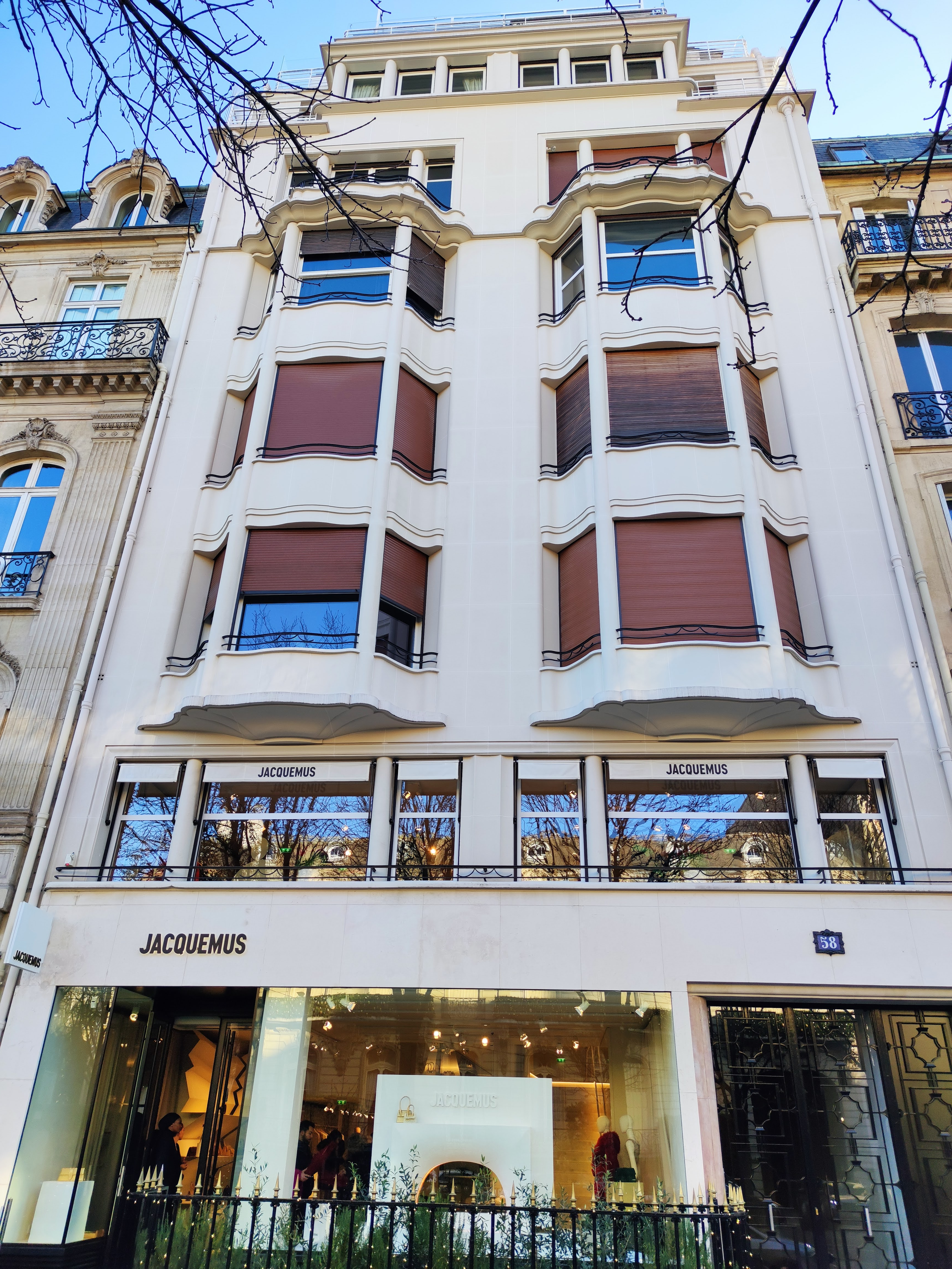
No 58, avenue Montaigne (1937).
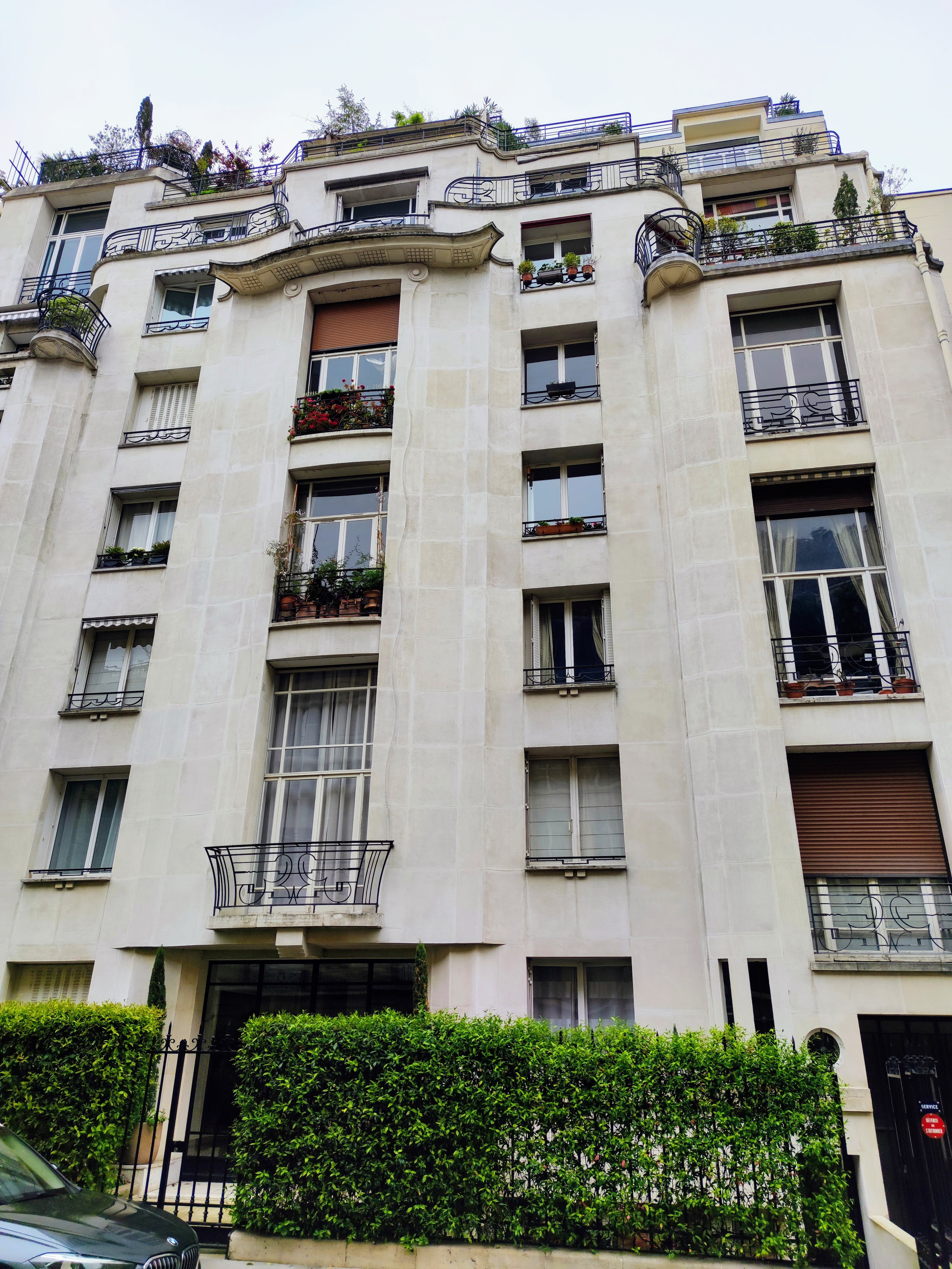
No 15, rue du Conseiller-Collignon (1938-1939).